# Revólver LeMat
El LeMat era un revólver de percusión de calibre 10,6 mm o 9,14 mm inventado por Jean Alexandre LeMat de Nueva Orleans, que tenía un inusual cañón secundario de ánima lisa de 19,3 mm capaz de disparar perdigones. Fue empleado por las Fuerzas Armadas de los Estados Confederados de América durante la Guerra de Secesión de 1861-1865. 

## Historia y diseño
La década de 1850 fue un período de la historia estadounidense en el cual surgieron una serie de innovadores diseños de armas de fuego. Esta singular arma auxiliar también era conocida como "Revólver de metralla". Fue desarrollado en Nueva Orleans en 1856 por Jean Alexandre LeMat, ciudadano francés cuyo esfuerzo de fabricación fue financiado por P. G. T. Beauregard, que llegó a ser un general del Ejército Confederado. Menos de 100 unidades fueron fabricadas por John Krider de Philadelphia en 1859, incluidos los primeros 25 prototipos. Se ha estimado que 2.900 fueron producidos en Lieja y París. Los revólveres de fabricación europea eran transportados a través de Birmingham, donde se les estampaban sus marcajes.
Aproximadamente 900 revólveres fueron enviados al Ejército Confederado y 600 a la Armada Confederada a través de las Bermudas para evitar el Bloqueo naval sureño.
La característica distintiva del revólver LeMat es que su tambor de 9 recámaras tiene como eje un cañón central separado de mayor calibre que las recámaras del tambor. El cañón central es de ánima lisa y puede emplearse como una escopeta de cañón corto (de allí el nombre de "Revólver de metralla"), con el tirador eligiendo si disparar desde el tambor o el cañón de ánima lisa al mover una palanca en el extremo del martillo. Al moverla hacia arriba, el percutor móvil iba hacia abajo y golpeaba la cápsula fulminante situada bajo el martillo, disparando el cañón inferior, mientras que en la posición estándar dispararía las recámaras del tambor como cualquier otro revólver.
LeMat originalmente calibró su revólver para balas de 10 mm (o 10,6 mm), con un cañón de ánima lisa calibre 15,2 mm y una baqueta articulada (montada en el lado derecho del armazón), que era empleada para cargar ambos cañones. Posteriormente, durante la Guerra de Secesión, se produjo una versión calibre 8,8 mm con un cañón de ánima lisa calibre 13,9 mm, pero como estos no eran calibres estándar (la mayoría de revólveres contemporáneos eran de 9,14 mm o 11 mm), los usuarios del revólver LeMat debían fundir sus propias balas (al contrario de las suministradas por los arsenales del Ejército). Los modelos finales del LeMat fueron producidos en 9,14 mm o 11 mm en respuesta a estas críticas, pero muy pocos pudieron pasar el Bloqueo de la Unión durante la Guerra de Secesión para ser de alguna utilidad.

## Empleo en la Guerra de Secesión
LeMat esperaba vender su revólver adaptable como un arma auxiliar para dragones y otras tropas montadas. Se asoció con P. G. T. Beauregard (en aquel entonces Mayor del Ejército estadounidense) en abril de 1859 para publicitar su revólver en el Ejército de los Estados Unidos. Beauregard, además de ser primo de LeMat, fue uno de los primeros oficiales del Ejército estadounidense en renunciar y unirse a la Confederación.
Cuando estalló la guerra, LeMat recibió contratos de la Confederación para producir 5.000 revólveres y se hicieron planes para fabricarlos en el extranjero y luego importarlos a los Estados Confederados, que no tenían las instalaciones necesarias para fabricarlos. Los traficantes de armas confederados fueron capaces de introducir cargamentos del revólver a través del bloqueo naval de la Unión, estimándose que unos 2.500 entraron en servicio con la Confederación.
Además del General Beauregard y el Coronel LeMat, el revólver LeMat fue empleado por famosos oficiales confederados tales como los Mayores generales Braxton Bragg, J.E.B. Stuart, Richard Heron Anderson y el Mayor Henry Wirz. J.E.B. Stuart "era conocido por preferir el revólver LeMat". El LeMat grabado del General Beauregard, que llevó durante la guerra, está conservado en el Museo de la Confederación en Richmond, Virginia.
El revólver LeMat fue fabricado desde 1856 hasta 1865, produciéndose aproximadamente 2.900 unidades. Los primeros modelos fueron fabricados por John Krider de Philadelphia, con el segundo modelo (el primer modelo de ultramar) siendo producido por Charles Frederic Girard e Hijo de París. Las preocupaciones por la calidad impulsaron a LeMat a considerar producir su revólver en  la Birmingham Small Arms Company de Birmingham, Inglaterra, pero la producción nunca se llevó a cabo ahí. Los revólveres LeMat fabricados en Francia eran transportados a las fuerzas confederadas a través del Reino Unido, por lo que todas las armas que llegaban ahí eran (y aún son) probadas. Los revólveres LeMat que lograron pasar el bloqueo de la Unión llevaban estampados los marcajes británicos de prueba de la Casa de Prueba de Birmingham, por lo que llevaron al error de considerarlos como armas de fabricación británica. Se sabe de unos cuantos que fueron producidos sin licencia en el Reino Unido por un fabricante desconocido, posiblemente la London Armoury Company, pero al presente solo han sobrevivido dos ejemplares y es dudoso que alguno de los revólveres LeMat de fabricación británica haya sido empleado durante la Guerra de Secesión.
El revólver original, hecho de acero pavonado con cachas cuadrilladas de nogal, no era considerado un arma muy precisa aunque era letal a corta distancia. Los soldados de Caballería de la Guerra de Secesión, especialmente los confederados, preferían llevar varias pistolas, porque era mucho más rápido desenfundar otra arma cargada que tratar de recargar un revólver de percusión en combate.[cita requerida]
Después de la introducción de armas de fuego que empleaban cartuchos, el revólver LeMat apareció para cartuchos de espiga, pero esta versión es sumamente escasa. Una versión para cartuchos de percusión central que empleaba el 12 mm Perrin o el 11 mm Chamelot-Delvigne, con un cañón para cartuchos del 24, fue posteriormente fabricada en Bélgica. A pesar de tener mejores ventas que su variante de espiga, el LeMat de percusión central tampoco fue un verdadero éxito comercial debido a la invención del sistema de doble acción. En ambos revólveres, la recarga del tambor se efectuaba a través de una portilla de recarga situada a las 4 en punto, así como levantando hacia arriba y a la izquierda el cierre del cañón liso.

## Variantes
- Avancarga – La primera variante del LeMat.[8]
- De espiga – Un acercamiento del martillo de un revólver LeMat de espiga, mostrando el percutor pivotante que puede emplearse tanto para disparar los cartuchos del tambor como el cañón secundario de ánima lisa.[3]

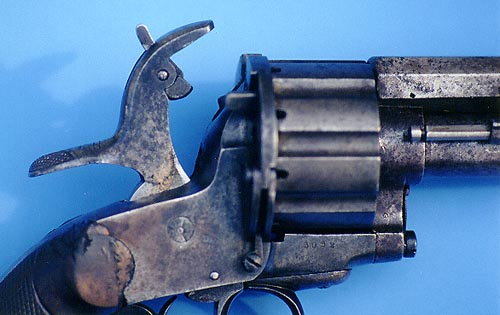
Un acercamiento del martillo de un revólver LeMat de espiga, mostrando el percutor pivotante que puede emplearse tanto para disparar los cartuchos del tambor como el cañón secundario de ánima lisa.

Segunda variante, puede reconocerse por el tambor.
- Percusión central – La variante para cartuchos de percusión central tiene una empuñadura característica.[3]
- Carabina – Una escasa variante con cañones alargados y una culata de fusil, con una longitud total de 508 mm.[8]
- Baby LeMat - La variante más escasa del LeMat es una versión de tamaño reducido con un cañón de 120,6 mm y de calibre 8 mm, con el cañón de ánima lisa de 10,4 mm. Solo se produjeron 100 unidades.[8]

## Réplicas modernas

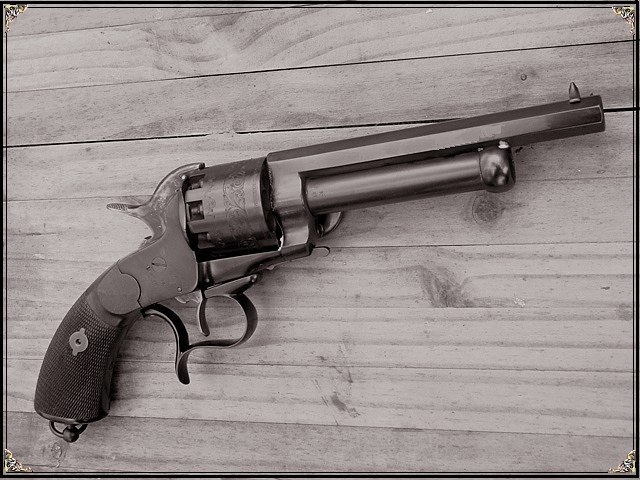
Réplica moderna de un revólver LeMat de percusión.

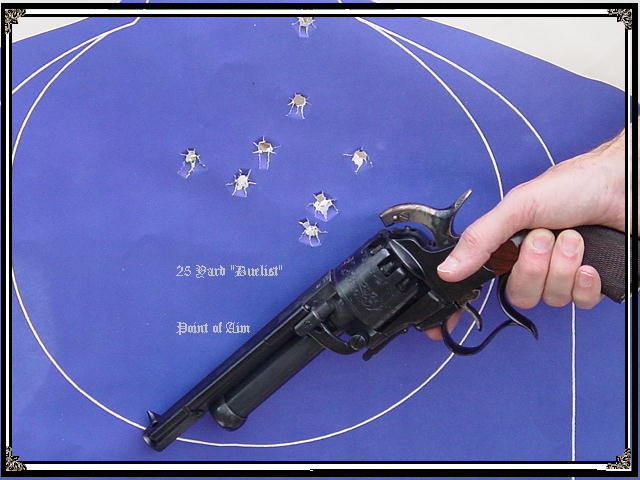
Agrupación de disparos efectuados con una réplica moderna de un revólver LeMat de percusión.

La compañía Pietta de Brescia, Italia, ha fabricado réplicas modernas del LeMat desde 1985. Los distribuidores estadounidenses incluyen a Navy Arms Company, Dixie Gunworks y Cabela's. Los distribuidores canadienses incluyen a Marstar Canada, entre otros.

## El revólver LeMat en la cultura popular
- En la serie de televisión Johnny Ringo, el ex pistolero vuelto alguacil lleva un revólver LeMat. Interpretado por Don Durant, la serie solamente se emitió por una temporada (38 episodios) en 1959-1960.
- Jayne Cobb, un personaje de la serie de televisión Firefly y de la película Serenity, usa un arma basada en el revólver LeMat a la cual ha bautizado como "Boo".[9]
- En la serie de novelas Deathlands, el Dr. Theophilus "Doc" Algernon Tanner ha tenido tres revólveres LeMat diferentes. Al inicio, utiliza uno de percusión calibre 9,14 mm, seguido por otro de percusión calibre 11 mm que obtiene en Cold Asylum, el libro 20. En Prodigal's Return, el libro 100 de la serie, "Doc" se actualiza con una réplica moderna de 11 mm que emplea cartuchos de percusión central.[10]
- James Cole (interpretado por Bruce Willis), protagonista de la película Doce monos, fue equipado con un LeMat para viajar en el tiempo al pasado y asesinar a un bioterrorista.
- El LeMat aparece en el videojuego Red Dead Redemption como un arma que el protagonista puede comprar, así como un arma desbloqueable en el modo multijugador. Al principio el LeMat solo era un revolver con mayor capacidad de munición, más tarde se le añadió la función para disparar su cañón secundario.
- Swede Gutzon está armado con un LeMat en la película Rápida y mortal.
- Inman, el protagonista de la novela Cold Mountain de Charles Frazier, lleva y emplea un LeMat.[11]
- Bufe Coker, un personaje de la novela y la miniserie Centennial, lleva un revólver LeMat.[12]
- El Coronel, uno de los antagonistas de la película The Warrior's Way, usa un LeMat.
- En la serie Copper de la BBC America , el Detective Francis Maguire (interpretado por Kevin Ryan) gana un LeMat en un juego de póker y lo lleva luego. En la misma serie, el General Donovan (interpretado por Donal Logue) también tiene un LeMat.
- En la serie de cómics The League of Extraordinary Gentlemen, el personaje Allan Quatermain usa un LeMat.[13]
- En la serie de televisión Westworld de la HBO, el personaje The Man in Black (interpretado por Ed Harris) usa un LeMat personalizado que dispara cartuchos de percusión central.[14] En el segundo capítulo de la primera temporada puede verse como el personaje recarga el revólver y dispara ambos cañones durante un tiroteo.